# Shòu Xiàn
Shòu Xiàn o condado de Shòu es una localidad de la ciudad-prefectura de Huainan en la provincia de Anhui, República Popular China, con una población censada en noviembre de 2010 de 1 008 116 habitantes.
Se encuentra situada en el centro-norte de la provincia, entre los ríos Huai, al norte, y Yangtsé, al sur.